# The Black Crook
The Black Crook anses allmänt som den första musikalen. Den hade premiär på teatern Niblo's Garden på Broadway år 1866.